# La Vie normale (film, 1966)
Pour l’article homonyme, voir La Vie normale.
Pour plus de détails, voir Fiche technique et Distribution.
La Vie normale est un film français réalisé par André Charpak, sorti en 1966.

## Fiche technique
- Titre : La Vie normale
- Réalisation : André Charpak
- Pays d'origine : France
- Format : Noir et blanc - Mono
- Genre : drame
- Date de sortie : 1966

## Distribution
- Monique Lejeune : Laurence
- Victor Lanoux : Jean-Pierre
- Denise Gence : Mme Cazot